# Vadret da Porchabella
Vadret da Porchabella (nazwa w języku romansz) – lodowiec o długości 2 km (2005 r.) i powierzchni 2,58 km² (1973 r.).
Lodowiec położony jest w górach Albula w kantonie Gryzonia w Szwajcarii.